# Крайна (община Неделино)
Крайна (болг. Крайна) — село в Болгарии. Находится в Смолянской области, входит в общину Неделино. Население составляет 100 человек (на 15 декабря 2010 года).

## Политическая ситуация
Крайна подчиняется непосредственно общине и не имеет своего кмета, кметский наместник в селе Златан Мирчев Кичуков
Кмет (мэр) общины Неделино — Илия Петров Вылчев (Болгарская социалистическая партия (БСП))по результатам выборов в правление общины.